# Uddingston
Uddingston est une ville d'Écosse située dans le South Lanarkshire, sur la rive nord du Clyde, à environ douze kilomètres au sud-est de Glasgow.